# Chasing Life
Chasing Life è una serie televisiva statunitense trasmessa per due stagioni tra il  2014 e il 2015 sul network ABC Family. In Italia la serie è trasmessa dal 4 settembre 2015 sul nuovo canale di Mediaset Premium, Premium Stories.
Ideata da Susanna Fogel e Joni Lefkowitz, è basata sulla serie messicana Terminales.
Il 2 ottobre 2015, ABC Family ha ufficialmente cancellato la serie a causa dei bassi ascolti ottenuti durante gli episodi della seconda stagione.

## Trama
April è una giovane giornalista promettente, che equilibria la sua intensa vita familiare con la madre vedova Sara, la sorellina ribelle Brenna, la nonna e frequentando il suo collega Dominic. Tuttavia, le cose girano per il peggio quando viene a conoscenza da suo zio, medico, che ha il cancro.

## Episodi
| Stagione         | Episodi | Prima TV USA | Prima TV Italia |
| ---------------- | ------- | ------------ | --------------- |
| Prima stagione   | 21      | 2014-2015    | 2015-2016       |
| Seconda stagione | 13      | 2015         | 2016            |

## Personaggi e interpreti

### Protagonisti
- April Lauren Carver, interpretata da Italia Ricci e doppiata da Francesca Manicone.
- Sara Carver, interpretata da Mary Page Keller e doppiata da Claudia Razzi.
- Brenna Carver, interpretata da Haley Ramm e doppiata da Giulia Franceschetti.
- Beth Kingston, interpretata da Aisha Dee e doppiata da Rossa Caputo.
- Dominic Russo, interpretato da Richard Brancatisano e doppiato da Marco Vivio.
- Leo, interpretato da Scott Michael Foster e doppiato da Paolo Vivio.

### Ricorrenti
- Dottor George Carver, interpretato da Steven Weber e doppiato da Stefano Benassi.
- Emma, interpretata da Rebecca Schull e doppiata da Graziella Polesinanti.
- Natalie Ortiz, interpretata da Jessica Meraz e doppiata da Letizia Ciampa.
- Danny Gupta, interpretato da Abhi Sinha e doppiato da Marco Giansante.
- Greer Danville, interpretata da Gracie Dzienny e doppiata da Claudia E. Scarpa
- Ford, interpretata da Dylan Gelula e doppiato da Ludovica Bebi.
- Dottoressa Susan Hamburg, interpretata da Merrin Dungey.
- Raquel Avila, interpretata da Shi Ne Nielson e doppiata da Domitilla D'Amico.
- Graham, interpretato da Rob Kerkovich e doppiato da Emiliano Coltorti.
- Kieran, interpretata da Augusto Aguilera e doppiato da Federico Campaiola.
- Meg, interpretata da Alycia Grant.
- Bruce Hendrie, interpretato da Todd Waring.
- Jackson, interpretato da Andy Mientus, e doppiato da David Vivanti.
- Margo, interpretata da Aurora Perrineau.
- Finn Madill, interpretato da Parker Mack.
- Thomas Carver, interpretato da Tom Irwin.
- Lawrence, interpretato da Vondie Curtis-Hall e doppiato da Alessandro Rossi.
- Aaron Phillips, interpretato da Stephen Schneider.